# NGC 2860
NGC 2860 (również PGC 26685 lub UGC 5007) – galaktyka spiralna z poprzeczką (SBa), znajdująca się w gwiazdozbiorze Rysia. Odkrył ją Édouard Jean-Marie Stephan 17 marca 1884 roku.